# سی جی البی
سی جی البی (انگلیسی: C. J. Elleby؛ زادهٔ ۱۶ ژوئن ۲۰۰۰) بازیکن بسکتبال اهل ایالات متحده آمریکا است.